# Beaumont-sur-Lèze
Beaumont-sur-Lèze település Franciaországban, Haute-Garonne megyében. Lakosainak száma 1638 fő (2022. január 1.). Beaumont-sur-Lèze Eaunes, Auribail, Le Fauga, Lagardelle-sur-Lèze, Mauzac, Miremont, Montaut és Muret községekkel határos.

## Népesség
A település népességének változása:
| Lakosok száma | 833  | 1105 | 1239 | 1469 | 1529 | 1557 | 1557 | 1587 | 1590 | 1638 |
|               | 1968 | 1982 | 1990 | 2006 | 2013 | 2015 | 2017 | 2019 | 2020 | 2022 |